# Четиридесет и осма македонска дивизия на НОВЮ
Четиридесет и осма македонска дивизия на НОВЮ е комунистическа партизанска единица във Вардарска Македония, участвала в така наречената Народоосвободителна войска на Югославия.
Създадена е на 28 септември 1944 година в кичевското село Пласница. В състава и влизат първа, шеста и петнадесета македонски ударни бригади, както и четвърта македонска албанска бригада. Командир е Петър Брайович. От средата на октомври дивизията е вкарана в състава на Петнадесети корпус на НОВЮ. По-важните действия на дивизията включват освобождаването на Охрид на 7 септември и Струга на 8 септември. След януари 1945 година се състои от първа, втора, четиринадесета македонска ударни бригади и втора артилерийска бригада. Взема участие в решаващите битки на Сремския фронт. Завършва марша си до Целе и Дравоград. На връщане от там прочиства териториите в Босна и Херцеговина от усташи и четници.
През март - юни 1945 година излиза органът на дивизията „Глас“.

## Състав
- Петър Брайович – командир
- Чеде Филиповски – командир
- Тихомир Милошевски - командир[3]
- Боро Чаушев - политически комисар[4]
- Дако Кундачина – началник-щаб